# Butantã
Butantã é um distrito situado na zona oeste do município de São Paulo e é administrado pela subprefeitura do Butantã. Possui 12,5 quilômetros quadrados, sendo delimitado a leste pela margem do rio Pinheiros. A região é marcada pela heterogeneidade socioeconômica. Junto ao rio, há um bairro-jardim de alto padrão, o City Butantã, semelhante aos jardins América e Europa, localizados na outra margem do rio Pinheiros.
O distrito faz divisa com os seguintes distritos: Pinheiros, Alto de Pinheiros, Jaguaré, Morumbi, Vila Sônia, Rio Pequeno e Raposo Tavares
Bairros do distrito Butantã: City Butantã; Vila Indiana; Jardim Rizzo; Vila Pirajussara; Conjunto Residencial Butantã (também conhecido como Inocoop); Jardim Christi; Jardim Ademar; Previdência; Caxingui;  Rolinópolis; Jardim Esmeralda; Vila Gomes; Jardim Bonfiglioli;  Jardim São Gilberto; Cidade dos Bandeirantes; Jardim Matarazzo; Jardim Pinheiros. Todos de perfil predominantemente residencial, com alguns corredores comerciais: as avenidas Vital Brasil, Corifeu de Azevedo Marques, Engenheiro Heitor Antônio Eiras Garcia, Eliseu de Almeida, Comendador Alberto Bonfiglioli e Professor Francisco Morato, além de ruas como Alvarenga, Camargo e MMDC.
O Butantã é, ainda, atravessado pelos quilômetros iniciais da Rodovia Raposo Tavares. Destacam-se, também, no distrito, a Cidade Universitária, sede da Universidade de São Paulo, e, vizinho à universidade, o Instituto Butantan. No censo de 2010, apresentava uma população de 54.196 habitantes. O distrito é atendido pela Linha 4–Amarela do Metrô de São Paulo por meio da Estação Butantã, inaugurada em 28 de março de 2011, e da Estação São Paulo–Morumbi, inaugurada em 27 de outubro de 2018. Esta última está localizada na divisa com os distritos do Morumbi e da Vila Sônia.

## Topônimo
"Butantã" é um termo da língua geral paulista: significa "terra duríssima", através da junção de yby (terra, chão) e atã-atã (duríssimo, reduplicação de atã, duro). Também pode significar "lugar de vento forte", possivelmente por ser um lugar onde havia, com alguma frequência, fortes tempestades de vento.

## História
A região do Butantã era rota de passagem de bandeirantes e jesuítas que se dirigiam ao interior do país. Foi na região do Butantã que Afonso Sardinha montou o primeiro trapiche de açúcar da vila de São Paulo, em sesmaria obtida em 1607. As terras da antiga sesmaria tiveram várias denominações: Ybytatá, Uvatantan, Ubitatá, Butantan e, finalmente, Butantã.

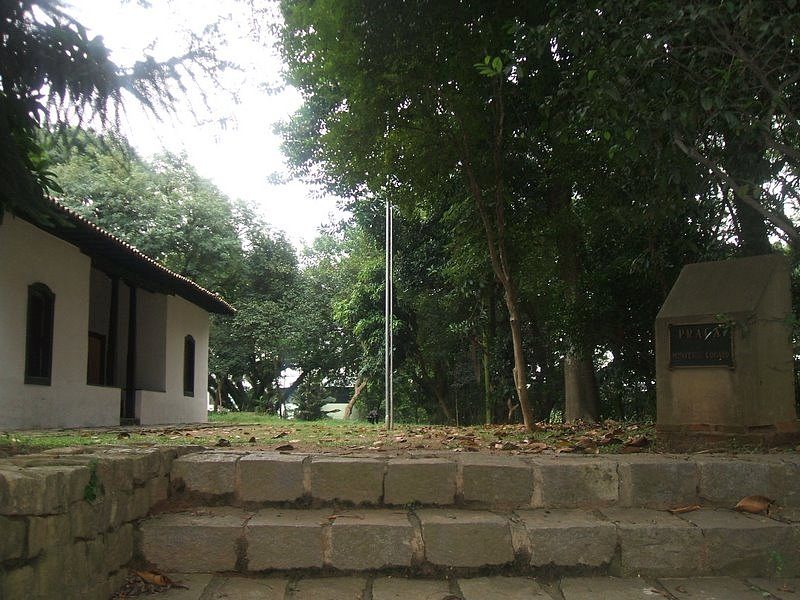
Casa do Bandeirante localizada na Praça Monteiro Lobato

Após a expulsão dos jesuítas do Brasil, em 1759, as suas terras foram confiscadas e vendidas. Um dos últimos proprietários foi a família Vieira de Medeiros que vendeu as terras para a Companhia City Melhoramentos, em 1915, responsável pela urbanização das margens do Rio Pinheiros. Datam do século XVII e XVIII duas construções históricas localizadas na região do Butantã, respectivamente a Casa do Sertanista e a Casa do Bandeirante, ambas tombadas. A região do Butantã era constituída por sítios, como o Sítio Butantã, Sítio Rio Pequeno, Sítio Invernada Grande ou Votorantim, Sítio Campesina ou Lageado e Sítio Morumbi. O desenvolvimento do bairro ocorreu a partir de 1900, sobretudo com a implantação do Instituto Butantan e da Cidade Universitária.

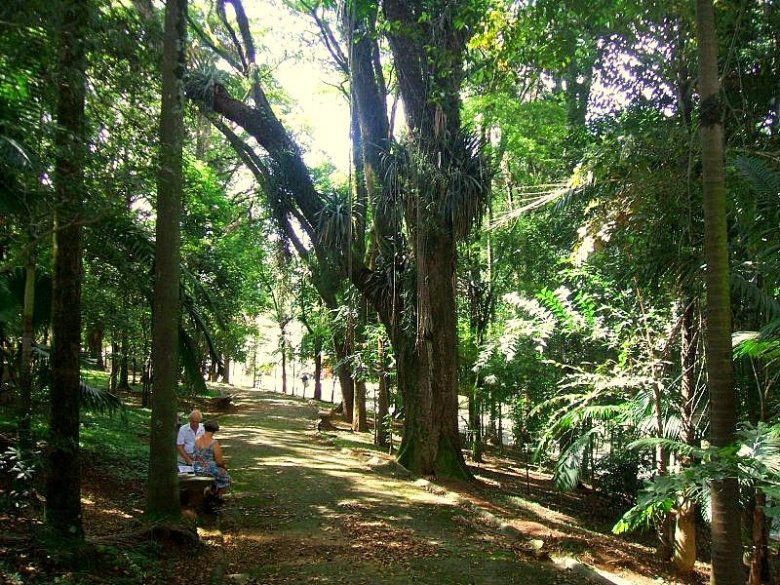
Parque do Instituto Butantan

O Instituto Butantan foi oficialmente inaugurado em 1901. Sua origem está associada ao combate da peste bubônica, que por volta de 1898 causava uma epidemia em Santos, no litoral paulista. Para produzir o soro contra a peste, foi escolhida uma área fora do perímetro urbano da cidade de São Paulo. Assim, foi instalado um laboratório junto ao Instituto Bacteriológico, na fazenda Butantã, que dois anos mais tarde recebeu o nome de Instituto Serumteráphico, passando a atuar na área de pesquisa e produção de soros, sob a coordenação do médico Vital Brazil.
Somente em 1925, o nome oficial passou a ser Instituto Butantã, hoje vinculado à Secretaria de Estado da Saúde. O conjunto arquitetônico foi tombado pelo Patrimônio Histórico em 1981. O local onde está instalado o Instituto é apenas uma parte da propriedade que abrangia também o campus da Universidade de São Paulo.
A Cidade Universitária foi inaugurada em 1934 (passando, porém, a ter essa denominação somente a partir de 1968). Ela foi construída em um espaço que também era parte da fazenda Butantã, e mesmo não sendo a primeira universidade do país, entrou para a história ao ser o primeiro “espaço” a reunir instituições já existentes e centralizadas em uma faculdade de filosofia, ciências e letras. Posteriormente, juntaram-se ao complexo as faculdades de direito, engenharia, medicina, farmácia e odontologia (todas com sede em São Paulo) e a Escola Superior de Agricultura Luiz de Queiroz (Esalq), de Piracicaba.
Em 1940, foi inaugurada a Ponte Eusébio Matoso, considerada, na época, uma obra muito importante por facilitar a ligação do distrito com o "outro lado do rio" (atualmente, o distrito de Pinheiros).

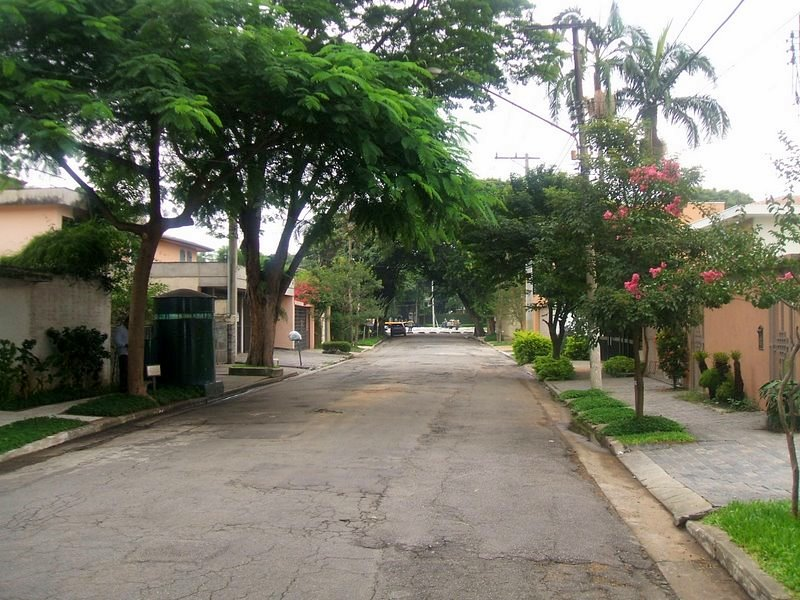
Aspecto de uma rua do distrito

A partir dos anos 1920, começaram a surgir os primeiros bairros, como Vila Butantã, Vila Lageado e Cidade Jardim. Nos anos 1930, surgiram os bairros Peri Peri, Vila Clotilde, Vila Gomes, Água Podre e Caxingui. Nas décadas de 1940 e 1950, foram os bairros Jardim Guedala, Previdência, Vila Progredior, Vila Hípica, Jardim Ademar, Jardim Trussardi, Vila Pirajussara. Nos anos 1940, a Companhia Imobiliária Morumby dividiu os últimos lotes da antiga Fazenda Morumbi. Até então ocupado por chácaras e pequenas fazendas, o Morumbi se tornaria área residencial a partir de 1948. Seu nome possui duas interpretações: uma corruptela de Meru-obi, que significa "mosca verde", ou Marâ-bi, que significa "luta oculta". Entre os anos 1950 e 1960, surgiram os bairros Rolinópolis, Esmeralda, Ferreira, Jardim Monte Kemel, Jardim Bonfiglioli, Jardim Pinheiros entre outros.
Quase a totalidade da área abrangida pela Subprefeitura do Butantã está conurbada aos municípios vizinhos de Taboão da Serra e Osasco. O intercâmbio entre esses municípios e o município de São Paulo é intenso em termos de comércio, serviços e lazer.
O distrito abriga o maior número de museus da cidade de São Paulo. São 13 ao total, sendo que a maior parte deles encontra-se nas dependências da Cidade Universitária e do Instituto Butantan. Entre eles, estão o Museu Oceanográfico, Museu de Arqueologia, o Museu de Anatomia Veterinária, o Museu de Microbiologia e o Museu Biológico do Instituto Butantan.

## Demografia
Evolução demográfica do distrito do Butantã

## Distritos limítrofes
- Alto de Pinheiros (Norte e Nordeste)
- Pinheiros (Leste)
- Morumbi e Vila Sônia (Sul)
- Raposo Tavares (Sudoeste)
- Rio Pequeno (Oeste)
- Jaguaré (Noroeste)